# Direito imobiliário

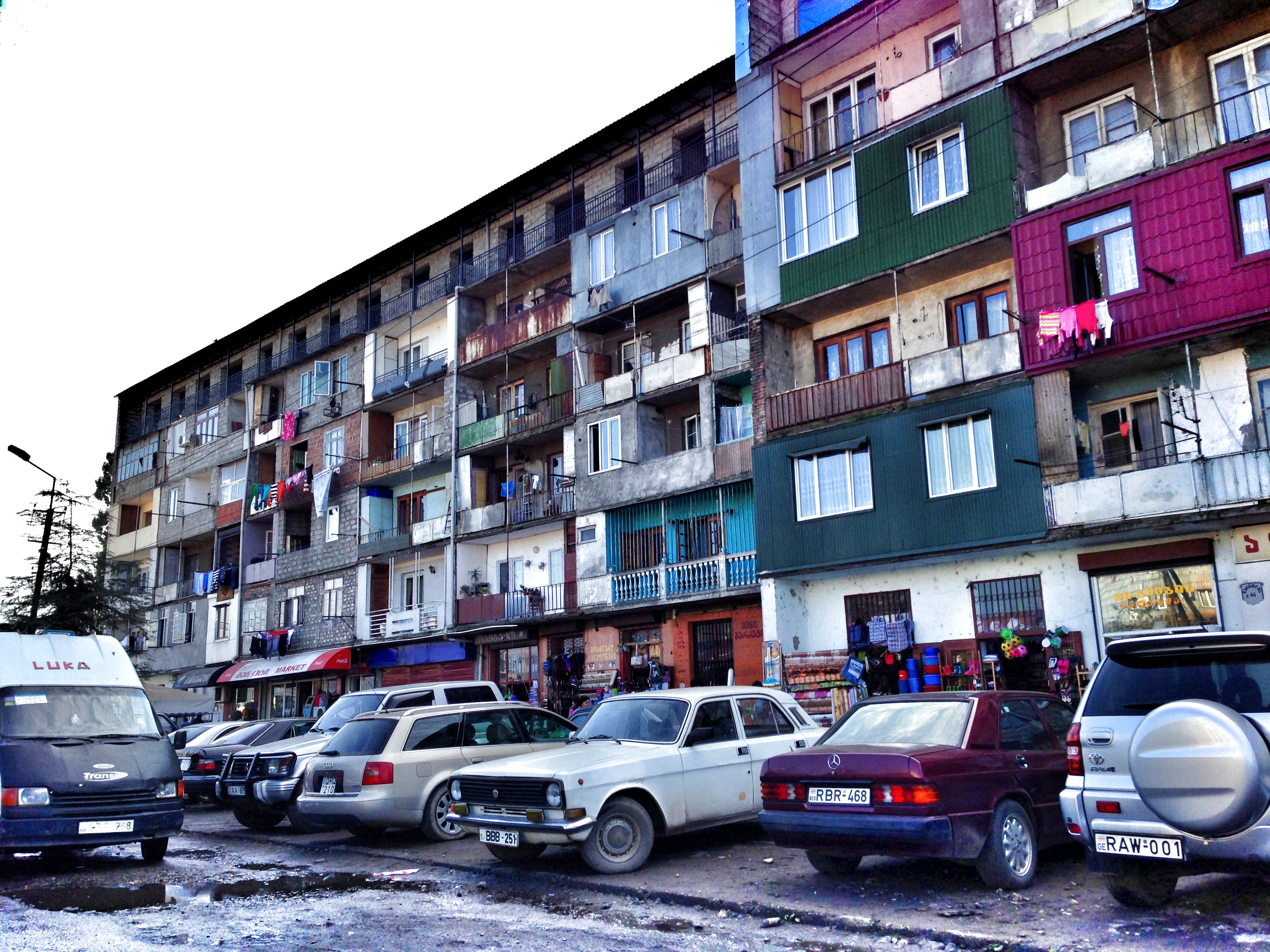
O Direito Imobiliário lida com um conjunto de normas legais e regulamentos que abrangem diversos aspectos relacionados à propriedade, uso, transações e relações jurídicas envolvendo bens imóveis

Direito imobiliário é um ramo do direito que se concentra na regulamentação das relações jurídicas relacionadas a bens imóveis. Isso inclui propriedades como terrenos, edifícios, casas, apartamentos e outros tipos de construções permanentes. O direito imobiliário abrange uma ampla gama de questões legais que envolvem a aquisição, posse, uso, aluguel, venda, locação, financiamento e desenvolvimento de propriedades. Esse ramo do direito abrange as relações jurídicas que surgem em torno da propriedade, uso e disposição de bens imóveis. Isso inclui as formas pelas quais as pessoas adquirem propriedades, seja por compra, herança ou doação, e como elas as mantêm, transferem ou vendem.
No cerne do direito imobiliário estão os conceitos de posse, propriedade e direitos de propriedade. A posse refere-se ao controle físico de um imóvel, enquanto a propriedade confere direitos legais e jurídicos sobre a propriedade. Esses direitos podem incluir o direito de usar, alugar, vender, hipotecar ou até mesmo demolir a propriedade, dependendo das leis e regulamentos aplicáveis.
O direito imobiliário também trata das restrições impostas pelo governo local ou outras entidades, como regulamentos de zoneamento, que determinam como a terra pode ser usada e quais tipos de construções são permitidos em determinadas áreas. Além disso, as questões de direitos de vizinhança, como a altura das construções, a distância entre propriedades e o impacto ambiental, são consideradas parte integrante do campo do direito imobiliário. As transações imobiliárias, como compras, vendas e locações, são outro aspecto central. Elas envolvem a criação de contratos legais que estabelecem os termos e condições sob os quais as partes estão dispostas a realizar tais transações.

## Campo e áreas de atuação
Este campo do direito envolve várias áreas, incluindo: 
1. Transações imobiliárias: Envolve a compra, venda e transferência de propriedades. Isso inclui questões como a elaboração e interpretação de contratos de compra e venda, garantias, hipotecas e escrituras.
2. Locações e arrendamentos: Trata dos contratos de aluguel, seja para fins residenciais ou comerciais. Isso inclui a elaboração de contratos de locação, regras de despejo, direitos e responsabilidades do locador e do locatário.
3. Construção e desenvolvimento: Aborda questões relacionadas ao desenvolvimento de propriedades, como licenças de construção, regulamentos de zoneamento, questões ambientais, loteamentos e regulamentações de uso do solo.
4. Direitos de propriedade: Inclui a definição e proteção dos direitos de propriedade, bem como a resolução de disputas relacionadas à posse, limites de propriedade e direitos de vizinhança.
5. Financiamento imobiliário: Envolve questões relacionadas a empréstimos hipotecários, financiamento de projetos imobiliários e execução de hipotecas em casos de inadimplência.
6. Direitos do condomínio: Trata das regras e regulamentos que regem a propriedade e administração de condomínios, incluindo propriedades horizontais e verticais.
7. Propriedade intelectual relacionada a imóveis: Envolve questões relacionadas a marcas registradas e direitos autorais associados a projetos arquitetônicos e nomes de empreendimentos imobiliários.[3]

O direito imobiliário varia de acordo com as leis de cada jurisdição, pois cada país pode ter regulamentações específicas relacionadas à propriedade e transações imobiliárias. Devido à natureza complexa das transações e relações imobiliárias, muitas vezes é aconselhável procurar orientação legal especializada ao lidar com questões nesse campo.

## Conceitos fundamentais

### Posse e propriedade
A posse refere-se ao fato de uma pessoa ter controle físico e uso de uma propriedade, embora a propriedade possa não ser legalmente sua. A posse pode ser um fator relevante em disputas sobre direitos de propriedade.
Propriedade é o direito legal de possuir, usar, controlar e dispor de uma propriedade. Envolve os direitos de posse e de tomar decisões sobre a propriedade. Já a propriedade são os direitos que um proprietário tem sobre seu patrimônio. Isso inclui o direito de usar, vender, alugar, hipotecar e até mesmo destruir a propriedade, sujeito a restrições legais e regulamentações.

### Bens móveis e imóveis
Bens Imóveis são aqueles que estão permanentemente ligados ao solo, como terrenos e as construções neles (casas, edifícios, etc.). São considerados bens de natureza estável e não podem ser facilmente removidos. Bens Móveis são objetos que podem ser movidos e não estão ligados permanentemente ao solo. Isso inclui itens como móveis, veículos, utensílios e qualquer coisa que possa ser transportada.

### Relevância dos Registros Públicos e Escrituras
Registros Públicos são documentos oficiais que registram informações sobre propriedades, incluindo detalhes sobre proprietários, limitações, ônus e direitos. Os registros públicos são mantidos por autoridades governamentais e ajudam a estabelecer a propriedade legal de um imóvel. Escrituras, a seu turno, são documentos legais que transferem a propriedade de um imóvel de um proprietário para outro. Uma escritura é geralmente usada em transações de compra e venda de imóveis. Ela descreve os detalhes da transação e estabelece os direitos e obrigações das partes envolvidas.

### Transações imobiliárias
O processo de compra e venda de propriedades envolve várias etapas, incluindo negociação de preço, investigação da propriedade, elaboração do contrato de compra e venda, realização de due diligence, obtenção de financiamento (se necessário) e finalmente o fechamento da transação por meio de registro legal. Um contrato de compra e venda geralmente inclui informações sobre as partes envolvidas, descrição detalhada da propriedade, preço de compra, termos de pagamento, datas importantes, cláusulas de rescisão, representações e garantias, e outras disposições relevantes. A investigação prévia envolve uma investigação aprofundada da propriedade antes da compra, para verificar detalhes como a titularidade legal, eventuais ônus ou litígios, zoneamento e conformidade com regulamentações, entre outros aspectos.

### Locações, Arrendamentos e Legislação
Os locadores (proprietários) e locatários têm direitos e responsabilidades específicas em um contrato de locação. Isso inclui determinar o valor do aluguel, as condições de uso da propriedade, a manutenção e os procedimentos para rescisão. Regulamentos de zoneamento e planejamento urbano determinam como as propriedades podem ser usadas e desenvolvidas em diferentes áreas. Licenças de construção e permissões são necessárias para projetos de construção e desenvolvimento.

### Condomínios, Direito de Vizinhança e Propriedades Compartilhadas
Regras e regulamentos em condomínios residenciais e comerciais definem como a propriedade compartilhada será gerenciada. Associações de condomínios administram questões como manutenção, segurança e resolução de conflitos. Disputas de limites de terra e servidões envolvem disputas sobre a propriedade de terras e direitos de passagem. Usucapião refere-se à aquisição de propriedade por posse contínua e pacífica por um período especificado. Questões de vizinhança incluem direitos sobre cercas, árvores e outros aspectos compartilhados.

### Financiamento e Garantias Imobiliárias
Empréstimos hipotecários são frequentemente usados para financiar a compra de imóveis. As hipotecas servem como garantias para o pagamento do empréstimo. Em caso de inadimplência, o credor pode executar a hipoteca e tomar posse da propriedade.

## Direitos reais
Os direitos reais são um conjunto de direitos jurídicos que conferem a uma pessoa o poder direto e imediato sobre um bem específico, em oposição aos direitos pessoais (ou créditos), que se baseiam na relação entre pessoas. Esses direitos reais são considerados absolutos, o que significa que eles são oponíveis contra terceiros e podem ser exercidos de forma direta sobre a coisa, independentemente de quem seja o proprietário atual. Aqui estão alguns exemplos de direitos reais e uma breve explicação sobre cada um deles:
1. Propriedade: A propriedade é o direito real mais amplo e completo sobre um bem. O proprietário tem o direito de usar, gozar, dispor e reivindicar a coisa contra qualquer pessoa que tente interferir em seus direitos.
2. Usufruto: No usufruto, uma pessoa (chamada usufrutuário) tem o direito de usar e desfrutar de uma propriedade que pertence a outra pessoa (chamada nu-proprietário). O usufruto pode ser vitalício ou por um período determinado.
3. Uso: O direito de uso permite que alguém utilize uma coisa de acordo com os limites definidos, sem alterar sua substância. Por exemplo, o direito de usar uma casa de campo durante as férias.
4. Habitação: Similar ao direito de uso, o direito de habitação confere a alguém o direito de viver em uma propriedade, muitas vezes por toda a vida, mesmo que essa pessoa não seja o proprietário.
5. Superfície: O direito de superfície permite que alguém construa ou mantenha estruturas em uma propriedade que pertença a outra pessoa.
6. Servidão: A servidão é um direito real sobre uma propriedade que permite que o titular da servidão (o beneficiário) exerça um certo uso ou gozo da propriedade de outra pessoa. Isso pode incluir a passagem por uma estrada ou o uso de uma fonte de água.
7. Penhor e Hipoteca: Esses são direitos reais de garantia em favor de um credor. O penhor envolve o bem móvel e o credor mantém o bem até que o devedor pague a dívida. A hipoteca envolve um bem imóvel e dá ao credor o direito de tomar posse do imóvel se o devedor não pagar a dívida.
8. Anticrese: O anticrese é um direito real pelo qual o credor recebe o direito de receber os frutos (como aluguel) de um imóvel como forma de pagamento de uma dívida.[4]

Esses são apenas alguns exemplos de direitos reais. Cada um desses direitos reais confere diferentes poderes e responsabilidades ao seu titular em relação ao bem específico. A compreensão desses direitos é fundamental para assegurar transações imobiliárias, empréstimos, garantias e outros aspectos do direito de propriedade.